# Bodedia picta
Bodedia picta är en stekelart som beskrevs av André Seyrig 1952. Bodedia picta ingår i släktet Bodedia och familjen brokparasitsteklar. Inga underarter finns listade.